# 13. srpnja
13. srpnja (13. 7.) 194. je dan godine po gregorijanskom kalendaru (195. u prijestupnoj godini).
Do kraja godine ima još 171 dan.

## Događaji
- 982. – Saraceni u savezu s Bizantom pobjeđuju cara Otona II. kod Crotonea
- 1579. – osnovan je Karlovac
- 1643. – Engleski građanski rat: rojalističke snage pobjeđuju parlamentarce Williama Wallera
- 1878. – Završio je Berlinski kongres, na kojem su europske velesile priznale samostalnost Crne Gore, Rumunjske i Srbije od Osmanskog Carstva.
- 1930. – U Urugvaju počelo prvo svjetsko nogometno prvenstvo. Prvim prvakom postao je domaćin.
- 1977. – Velegrad New York 25 je sati bio bez električne energije, pa su izbili neredi, pljačke i palež.
- 1985. – U Londonu i Philadelphiji održani su humanitarni Live Aid koncerti, na kojima su nastupile gotovo sve najveće glazbene zvijezde toga vremena.
- 2024. – Na predizbornome skupu u Pennsylvaniji pokušan atentat na bivšega američkog predsjednika Donalda Trumpa. Trump je lakše ozlijeđen, a 20-godišnji napadač Thomas Matthew Crooks je ubijen.[1][2]

| - 100. prije Krista – Gaj Julije Cezar, rimski vojskovođa, pisac i diktator († 44. prije Krista) - 40. – Gnej Julije Agrikola, rimski guverner Britanije - 1527. – John Dee, engleski znanstvenik - 1579. – Arthur Dee, engleski fizičar i alkemičar - 1590. – Klement X., papa - 1607. – Václav Hollar, češki glumac - 1608. – Ferdinand III., njemačko-rimski car, ugarsko-hrvatski kralj († 1657.) - 1770. – Aleksandar Balashov, ruski general i državnik - 1821. – Nathan Bedford Forrest, konfederacijski general i originalni vođa Ku Klux Klana - 1862. – Samuel David Aleksander, hrvatski industrijalac, nestor hrvatskih industrijalaca, političar († 1943.) - 1878. – Jakob Ukmar, slovenski svećenik († 1971.) - 1901. – Mate Ujević, hrvatski pjesnik i enciklopedist († 1967.) - 1907. – Bonaventura Ćuk, hrvatski katolički svećenik, franjevac, hrvatski pjesnik, polihistor, filozof, zoolog, nastavnik († 1940.) - 1940. – Mirko Marjanović, pripovjedač, romanopisac, književni i likovni kritičar - 1942. – Harrison Ford, američki glumac - 1971. – Ivana Boban, hrvatska glumica - 1997. – Andrea Šimara, hrvatska rukometašica - 2007. – Lamine Yamal, španjolski nogometaš | - 1024. – Henrik II. Sveti, njemačko-rimski car (* 973. ili 978.) - 1491. – Alfons V., portugalski princ ( * 1475.) - 1645. – Mihajlo I., prvi ruski car iz dinastije Romanov (* 1596.) - 1793. – Jean-Paul Marat, francuski revolucionar (* 1743.) - 1821. – Pedro Juan Caballero, paragvajski političar (* 1786.) - 1877. – Wilhelm Emmanuel Freiherr von Ketteler, njemački biskup († 1811.) - 1906. – Josip Eugen Tomić, hrvatski književnik (* 1843.) - 1921. – Pero Čingrija, hrvatski političar (* 1837.) - 1951. – Arnold Schönberg, austrijski skladatelj (* 1874.) - 1964. – Joel Brand, mađarski politički aktivist (* 1906.) - 1979. – Juraj Neidhardt, hrvatski arhitekt (* 1901.) - 2011. – Đuro Brodarac, hrvatski general i političar (* 1944.) - 2014. – Lorin Maazel, američki dirigent, violinist i skladatelj (* 1930.) - 2017. – Charles Bachman, američki informatičar (* 1924.) |

## Blagdani i spomendani
- Dan državnosti u Crnoj Gori (1878., 1941.)
- Dan grada Bakra
- Dan grada Karlovca
- Dan grada Otoka
- Majka Božja Bistrička[3]